# Sender Houdeng
Der Sender Houdeng ist ein Mittelwellensender des belgischen Rundfunks westlich von La Louvière. Er ging 1943 als Anlage der Wehrmacht in Betrieb und wurde nach dem Zweiten Weltkrieg vom belgischen Rundfunk übernommen. Der Sender, der auf der Frequenz 1125 kHz mit 20 kW-Leistung betrieben wird, verwendet als Sendeantenne einen freistehenden, 156 Meter hohen gegen Erde isolierten Stahlfachwerkturm.